# Jan Flak
Jan Flak pseud. Janek (ur. 22 sierpnia 1904 w Sosnowcu, zm. 5 października 1963 w Nysie) – działacz komunistyczny.
Syn Michała, brat Augusta, działacza SDKPiL i KPP. Od 1919 działał w Związku Zawodowym Górników, w którym był organizatorem sekcji młodzieżowej. W 1922 wstąpił do Związku Młodzieży Komunistycznej (ZMK, od 1930 KZMP. Jesienią 1922 uczestniczył w kampanii wyborczej do Sejmu na rzecz listy Związku Proletariatu Miast i Wsi (ZPMiW). Współorganizator strajku w kopalni Renard (1923) i członek komitetu strajkowego. Od lata 1924 sekretarz Komitetu Dzielnicowego (KD) ZMK w Sosnowcu i członek Komitetu Okręgowego (KO) ZMK Zagłębia Dąbrowskiego. Od 1928 członek egzekutywy KO ZMK. Za działalność komunistyczną był kilkakrotnie aresztowany i więziony. Od 1930 działał w KPP, a także w MOPR i Robotniczej Spółdzielni Spożywców Zagłębia Dąbrowskiego. Sekretarz KD KPP w Sielcu koło Sosnowca. Jako członek Komitetu Bezrobotnych kierował akcjami dążącymi do utworzenia sekcji bezrobotnych przy klasowych związkach zawodowych. We wrześniu 1939 został zatrzymany przez Niemców podczas próby przedostania się do ZSRR i wysłany na przymusowe roboty do kopalni w obwodzie Kassel. Do kraju wrócił w marcu 1945; wstąpił wówczas do PPR i został instruktorem Wydziału Organizacyjnego Komitetu Wojewódzkiego (KW) PPR w Katowicach. Wkrótce wraz z innymi aktywistami PPR został wysłany na Śląsk Opolski i został najpierw II, potem I sekretarzem Komitetu Powiatowego (KP) PPR w Nysie. Organizował struktury partyjne w tym rejonie. Był odznaczony m.in. Krzyżem Komandorskim Orderu Odrodzenia Polski.